# Argiope trifasciata
Espèce
Synonymes
- Aranea trifasciata Forsskål, 1775
- Aranea fastuosa Olivier, 1789
- Argiope aurelia Audouin, 1826
- Epeira webbii Lucas, 1838
- Epeira nephoda Walckenaer, 1841
- Epeira latreilla Walckenaer, 1841
- Epeira mauricia Walckenaer, 1841
- Epeira argyraspides Walckenaer, 1841
- Epeira fasciata Hentz, 1847
- Epeira flavipes Nicolet, 1849
- Argiope avara Thorell, 1859
- Argiope plana L. Koch, 1867
- Argyopes indecissa Holmberg, 1876
- Argiope sticticalis O. Pickard-Cambridge, 1876
- Argiope hentzi Thorell, 1878
- Argiope transversa Emerton, 1884
- Argiope argyraspis McCook, 1894
- Argiope avara kauaiensis Simon, 1900
- Argiope simplex Badcock, 1932
- Argiope abalosi Mello-Leitão, 1942
- Argiope seminola Chamberlin & Ivie, 1944
- Argiope stenogastra Mello-Leitão, 1945
- Brachygea platycephala Caporiacco, 1947
- Argiope pradhani Sinha, 1952

Argiope trifasciata est une espèce d'araignées aranéomorphes de la famille des Araneidae.

## Distribution
Cette espèce est originaire d'Amérique du Nord et du Sud.
Elle a été introduite en Afrique dont aux îles Canaries et à Madère, du Portugal à Palestine, en Irak, en Iran, en Inde, Chine, en Japon, en Australie et dans les îles du Pacifique.

## Description

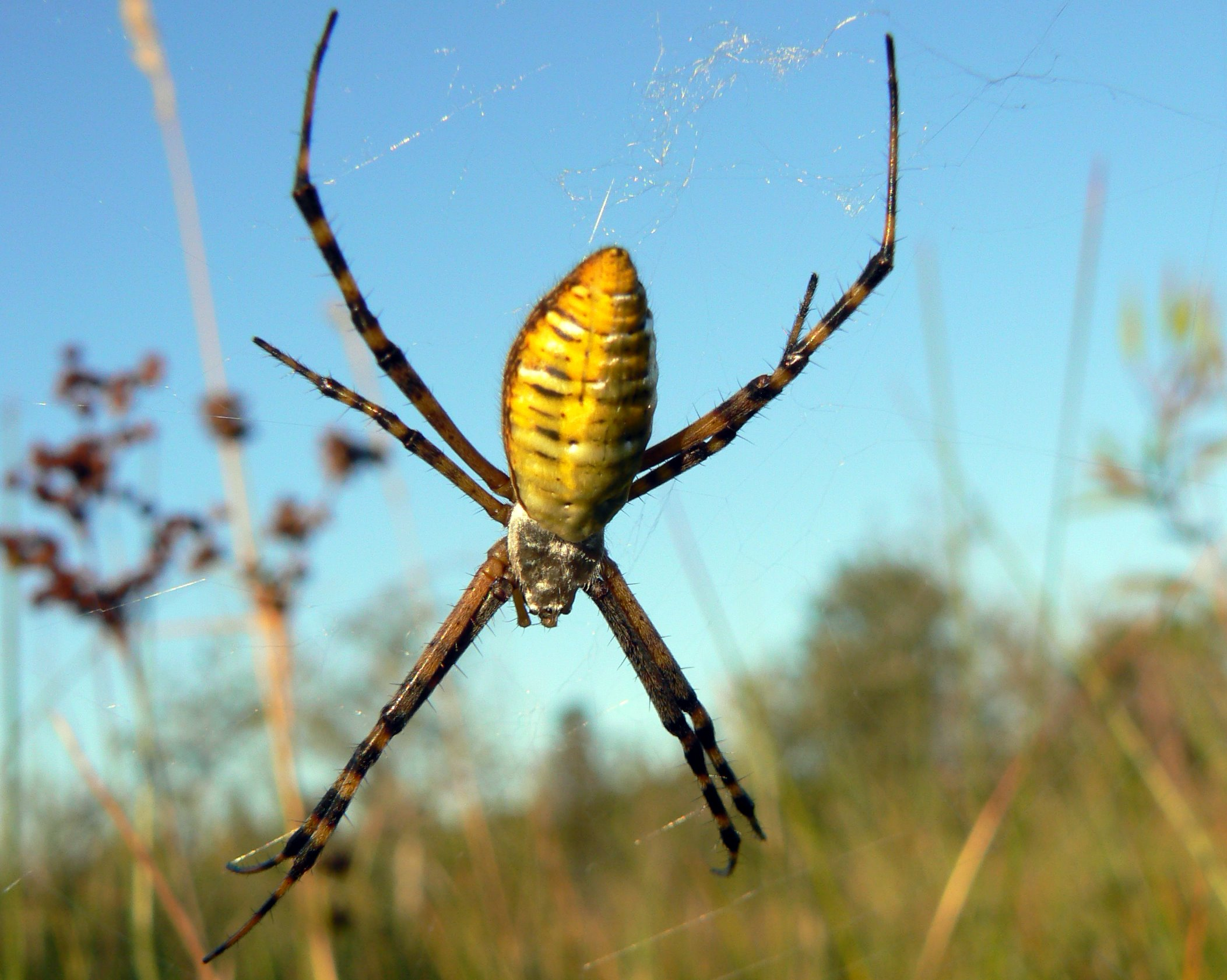
Argiope trifasciata de Toledo

Argiope trifasciata présente un dimorphisme sexuel important. Les mâles mesurent de 3,8 à 7,3 mm et les femelles de 10,3 à 21,0 mm.
Cette araignée occupe dans le reste du monde la place qu'Argiope bruennichi a en Europe avec laquelle elle peut être facilement confondue.

## Liste des sous-espèces
Selon World Spider Catalog (version 23.0, 23/02/2022) :
- Argiope trifasciata trifasciata (Forsskål, 1775)
- Argiope trifasciata deserticola Simon, 1906 du Soudan
- Argiope trifasciata kauaiensis Simon, 1900 d'Hawaï

## Systématique et taxinomie
Cette espèce a été décrite sous le protonyme Aranea trifasciata par Forsskål en 1775. Elle est placée dans le genre Argiope par Keyserling en 1886.
Argiope abalosi, Argiope avara, Argiope seminola et Argiope stenogastra ont été placées en synonymie par Levi en 1968.
Argiope plana a été placée en synonymie par Chrysanthus en 1972.
Brachygea platycephala et Argiope pradhani ont été placées en synonymie par Levi en 1983.

## Galerie

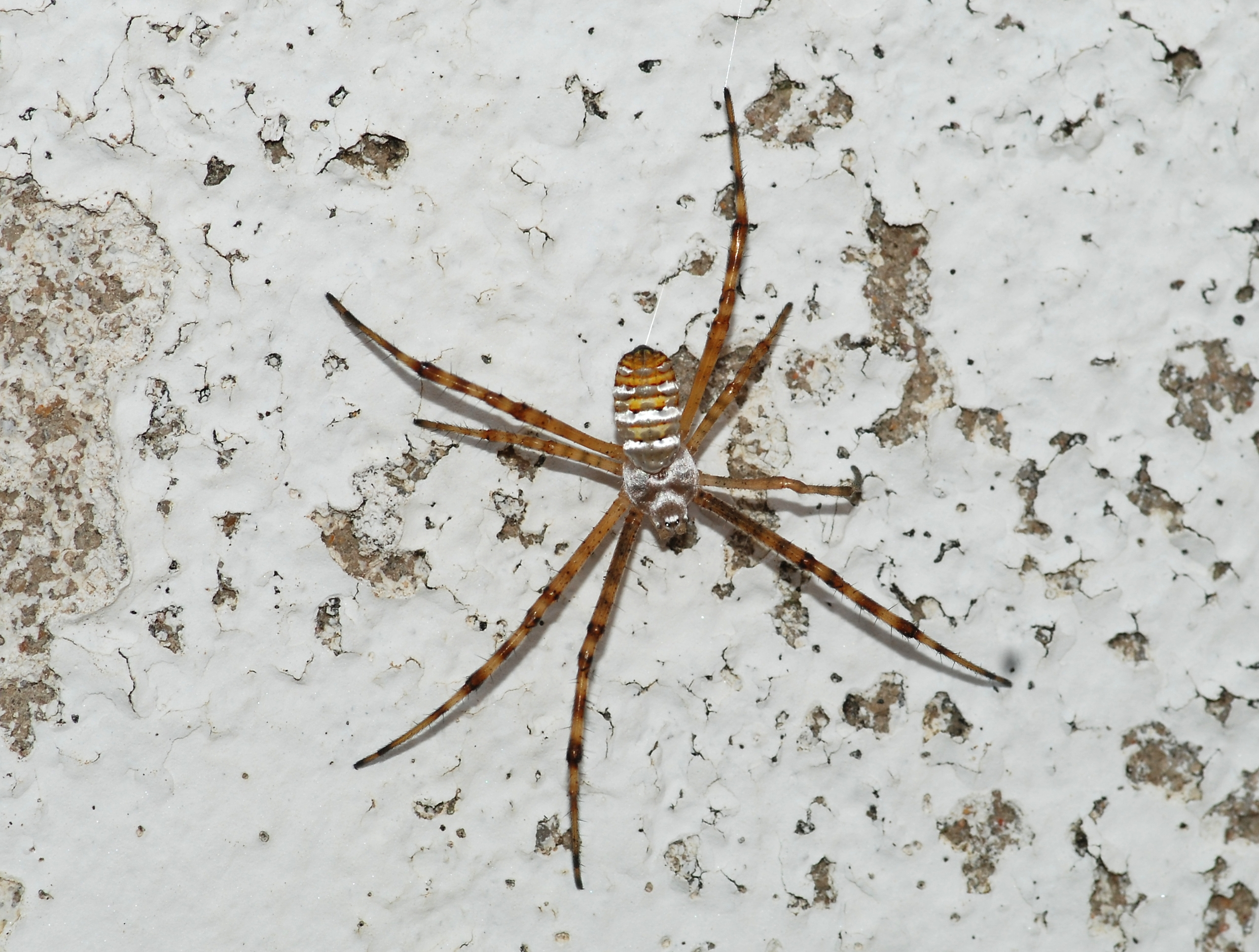
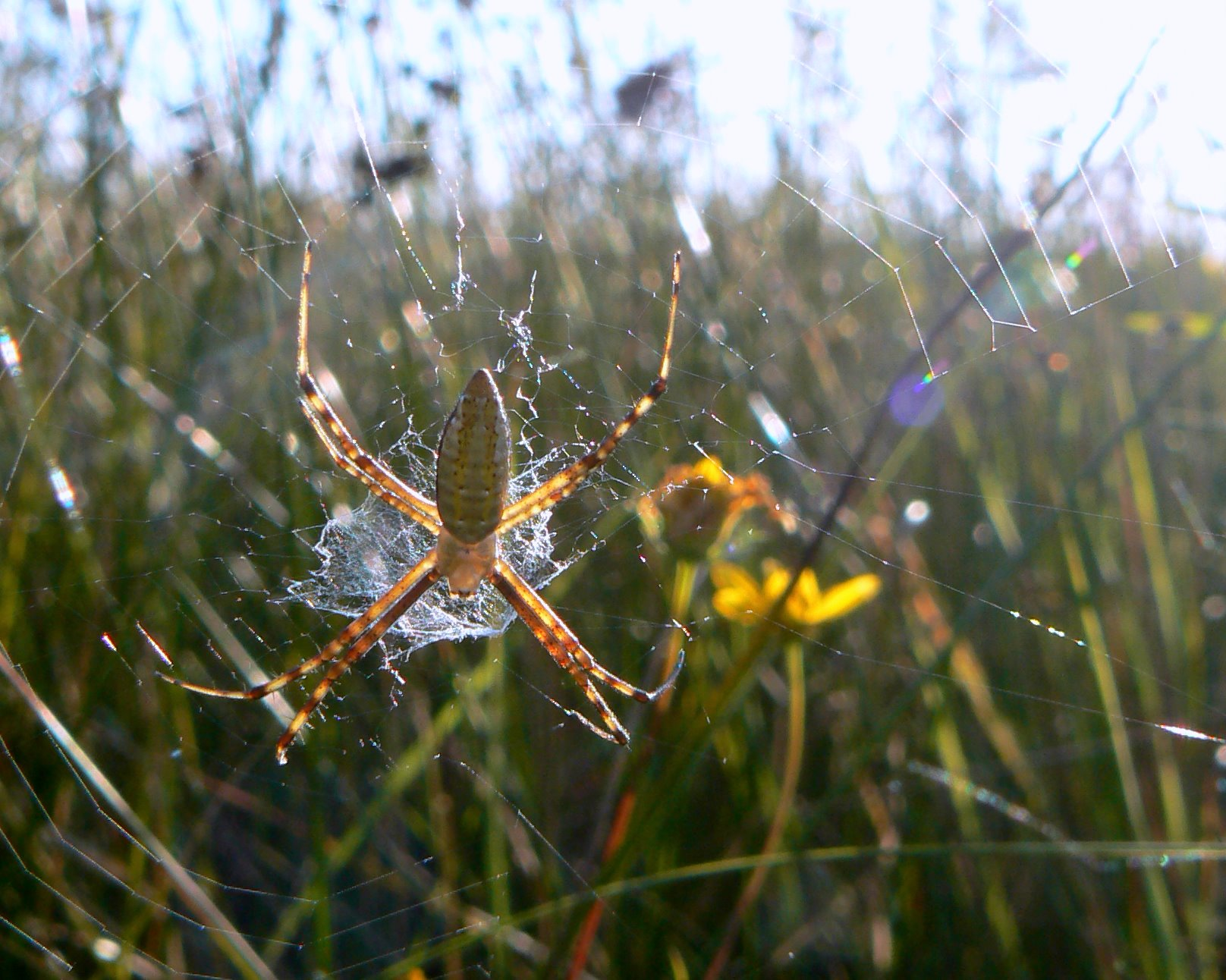
mâle
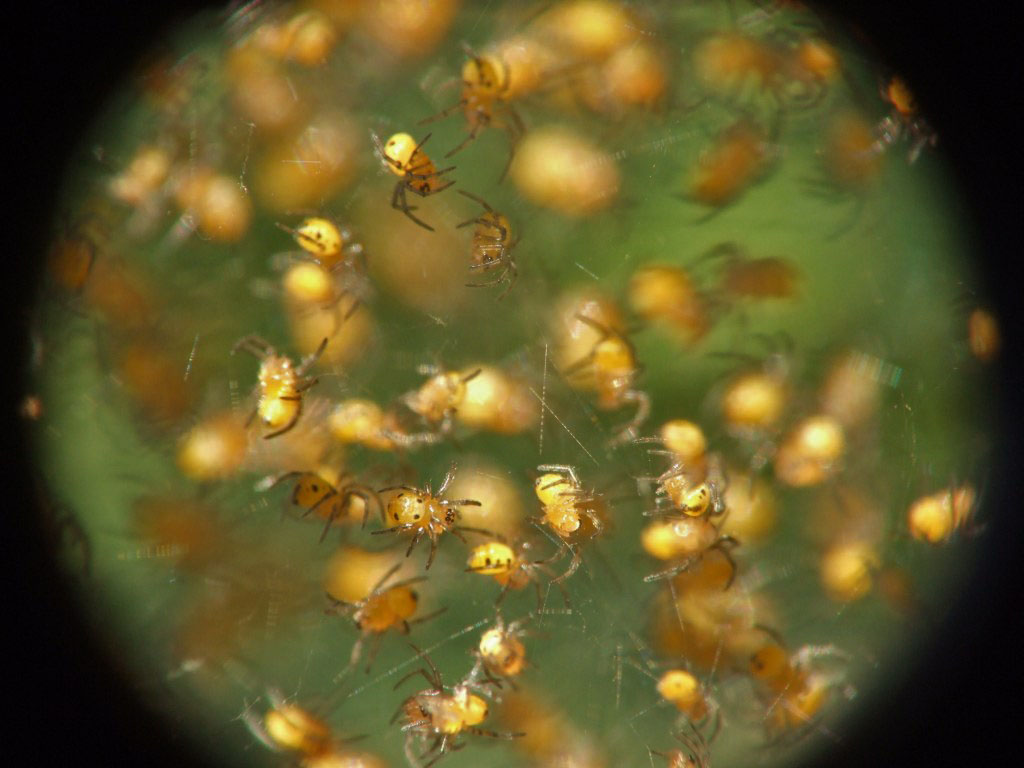
juvéniles
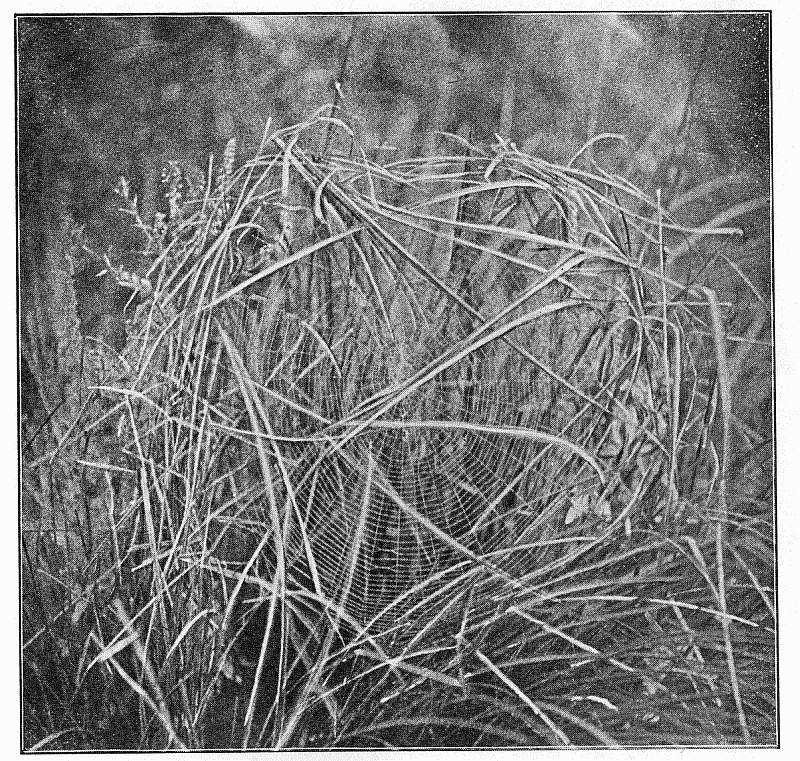
toile
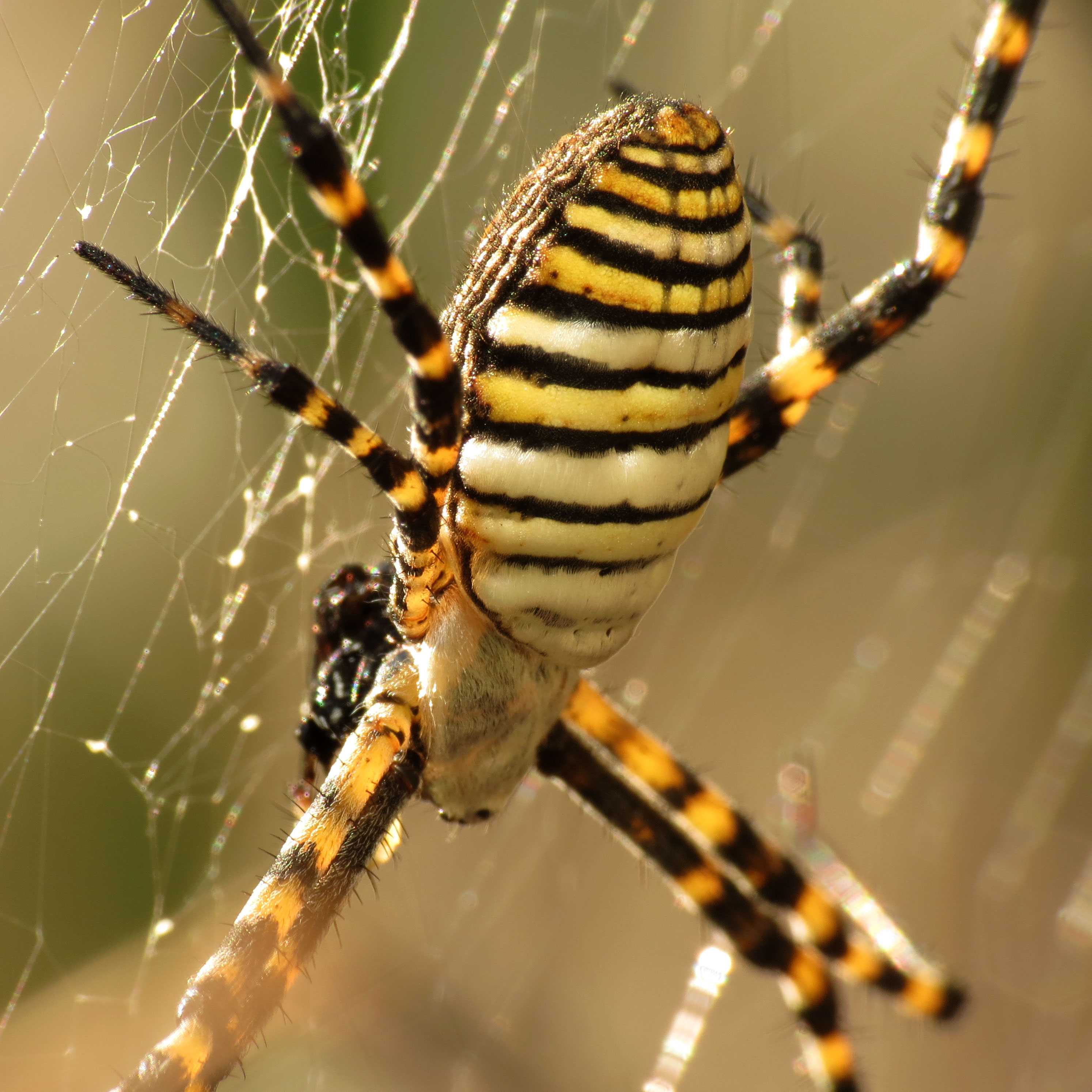

## Publications originales
- Forsskål, 1775 : Descriptiones animalium avium, amphibiorum, piscium, insectorum, vermium; quae in itinere orientali observavit Petrus Forskål. Hauniae, p. 85-86.
- Simon, 1900 : « Arachnida. » Fauna Hawaiiensis, or the zoology of the Sandwich Isles: being results of the explorations instituted by the Royal Society of London promoting natural knowledge and the British Association for the Advancement of Science, London, vol. 2, p. 443-519 (texte intégral).
- Simon, 1906 : « Ergebnisse der mit Subvention aus der Erbschaft Treitl unternommenen zoologischen Forschungsreise Dr F. Werner's nach dem ägyptischen Sudan und Nord-Uganda. VII. Araneida. » Sitzungsberichte der Kaiserlichen Akademie der Wissenschaften, Mathematisch-naturwissenschaftliche Klasse, vol. 115, p. 1159-1176.